# Komsomolski (Kovalévskoie)
Komsomolski — Комсомольский (rus) — és un possiólok del krai de Krasnodar, a Rússia. Es troba a la plana que hi ha prop de la vora esquerra del riu Kuban. És a 16 km al nord de Novokubansk i a 149 km a l'est de Krasnodar. Pertany al poble de Kovalévskoie.